# Quan chế phong kiến Nhật Bản
Quan chế phong kiến Nhật Bản tính từ thời kỳ Nara đến năm 1866 khi Thiên hoàng Minh Trị tiến hành Duy tân bãi bỏ hoặc thay đổi hầu hết quan chế cũ.

## Lịch sử
Trước khi có Luật lệnh chế (律令制 Ritsuryo sei) hay còn được gọi Thái Bảo luật lệnh (大宝律令 Taihō ritsuryo) được ban hành, hệ thống chính quyền trung ương chưa được thiết lập đầy đủ.
Trong quá trình hình thành vương quyền Yamato, dòng họ (Kabane (姓  tính)) xuất thân ra các nhánh nhỏ được gọi là gia tộc (Uji (氏 thị)), gia tộc hay còn được gọi là Bu (部 bộ) được chia công việc trong vương quyền theo quyền hạn và khả năng của gia tộc.
Uji và Bu được cấp đất, nhân dân, nguồn tài nguyên dựa theo địa vị, hệ thống này được gọi là Bộ thị chế (部民制 bumin-sei), dần dần Uji và Bu kiểm soát một số quyền lực từ chính quyền đến thương mại.
Mặt khác, để củng cố hệ thống thống trị tập trung vào hoàng tộc (gia đình Hoàng đế) và để thúc đẩy việc bổ tuyển nhân lực độc lập với huyết thống và quyền lực, một hệ thống  quan vị (một hệ thống liên kết các chức dang và cấp bậc) cũng được tạo ra.
Năm 603 (Suiko thứ 11), Thánh Đức Thái tử (聖徳太子 Shōtoku Taishi) thiết lập quan vị thập nhị giai (冠位十二階 Kan'i Jūnikai). Hệ thống này gồm 12 giai phẩm, gồm 6 bậc chính theo đức tính Khổng Tử: đức (徳 toku), nhân (仁 jin), lễ (礼 rei), tín (信 shin), nghĩa (義 gi) và trí (智 chi), được chia làm hai giai đại và tiểu. Hệ thống Bộ thị và hệ thống quan vị, tạo sự phát triển Luật lệnh chế sau này.
Năm 668 (Tenji thứ 8), Cận Giang lệnh (近江令 ōmiryō) được ban hành, lệnh (令 rei) đầu tiên được ban hành. Năm 689 (Jitō thứ 3), Phi điểu Tịnh ngự nguyên lệnh (飛鳥浄御原令 Asuka Kiyomihara-ryō) được ban hành tạo ra Thái chính quan (太政官 Daijō-kan) gồm Thái chính Đại thần (太政大臣 Daijō-daijin), Tả đại thần (左大臣, Sadaijin) và Hữu đại thần (右大臣, Udaijin). Năm 701 (Taihō năm đầu), Đại Bảo luật lệnh được ban hành, thiết lập chế độ quan chế mới.

## Quan chế Trung ương
Quan chế Trung ương còn được gọi là "nhị quan bát tỉnh" (二官八省). Dưới Thiên hoàng gồm hai quan, Thần kỳ quan chịu trách nhiệm các công việc liên quan đến Thần đạo, và Đại chính quan chịu trách nhiệm xử lý các công việc hành chính. Dưới Đại chính quan là tám tỉnh. Ngoài nhị quan bát tỉnh, dưới quyền trực tiếp từ Thiên hoàng là Đàn chính đài (弾正台 Danjō-dai) và Vệ phủ (衛府 Efu), nên hệ thống này còn được gọi là "nhị quan bát tỉnh nhất đài ngũ vệ phủ".
Ngoài ra còn có một số "chức" (職 shoku), "liêu" (寮 ryou), "ti" (司 tsukasa) trực thuộc bát tỉnh. Sau đó được đổi thành Lệnh ngoại quan (令外官).
Hệ thống Trung Quốc thiết lập Hoàng đế là người nắm quyền lực tối cao kiểm soát tam tỉnh (Trung thư tỉnh, Môn hạ tỉnh và Thượng thư tỉnh). Trong khi tại Nhật Bản, Thiên hoàng không kiểm soát trực tiếp bát tỉnh mà thông qua Thái chính quan. Đây là nét đặc trưng của quan chế Nhật Bản.

### Nhị quan
- Thần kỳ quan (神祇官 Jingi-kan) - quản lý nghi lễ đền thờ Thần đạo
- Thái chính quan (太政官 Daijō-kan) - xử lý công việc chính quyền quốc gia. Tổ chức nghị chính gồm Thái chính Đại thần, Tả đại thần, Hữu đại thần, Đại nạp ngôn; tổ chức dưới gồm Thiếu nạp ngôn cục, Tả hữu biện quan cục. Sau thêm Nội đại thần, Trung nạp ngôn, và Tham nghị.
  - Thiếu nạp ngôn cục (少納言局 Shōnagon-kyoku) - xử lý công việc Thái chính quan, cơ quan hỗ trợ. Bao gồm các chức: Thiếu nạp ngôn, Đại ngoại kí, Thiếu ngoại kí, Sử sanh, Sử bộ.
  - Tả hữu biện quan cục (左右弁官局 Sayū-benkan-kyoku) - gồm Tả biện quan cục và Hữu biện quan cục. Tả hữu biện quan cục chịu trách nhiệm xử lý các công việc dưới sự chỉ đạo của Thái chính quan. Bao gồm các chức: Đại trung thiếu biện (Biện quan), Đại thiếu sử (Sử quan), Sử sanh, Quan chưởng, Sử bộ.
  - Tuần sát sứ (巡察使 Junsatsu-shi)
  - Thái chính quan trù gia (太政官厨家 Daijōkan-kuriyaka)

### Bát tỉnh
Tả biện quan cục (左弁官局 Hidari-benkan-kyoku) quản lý các tỉnh gồm Trung vụ tỉnh, Thức bộ tỉnh, Trị bộ tỉnh, Dân bộ tỉnh; Hữu biện quan cục (右弁官局 Migi-benkan-kyoku) quản lý các tỉnh gồm Binh bộ tỉnh, Hình bộ tỉnh, Đại tàng tỉnh, Cung nội tỉnh.
- Trung vụ tỉnh (中務省 Nakatsukasa-shō) - cơ quan phục vụ chính cho Thiên hoàng gồm thị tòng, sắc chiếu, tuyên chỉ, các công việc liên quan đến trong cung. Ngoài "tứ đẳng quan" (四等官) bao gồm cấp Khanh, Đại thiếu phụ, Đại thiếu thừa, Đại thiếu lục, còn có Thị tòng, Nội xá nhân, Nội ký, Giám vật, Chủ linh, Điển thược.
  - Trung cung chức (中宮職) -chịu trách nhiệm công việc liên quan đến điện thờ, cung điện Thái hoàng Thái hậu, Hoàng Thái hậu, Hoàng hậu.
  - Tả hữu đại xá nhân liêu (左右大舎人寮)
  - Đồ thư liêu (図書寮)
    - Chỉ ốc viện (紙屋院)

  - Nội tàng liêu (内蔵寮)
  - Phùng điện liêu (縫殿寮)
    - Mịch sở (糸所)

  - Nội tượng liêu (内匠寮)
  - Âm dương liêu (陰陽寮)
  - Họa công ti (画工司) - năm 808, hợp nhất với Nội tượng liêu.
  - Nội dược ti (内薬司) - năm 896, sáp nhập với Điển dược liêu trong Cung nội tỉnh.
  - Nội lễ ti (内礼司) - năm 808, sáp nhập vào Đàn chính đài.
- Thức Bộ Tỉnh (式部省 Shikibu-shō) - chịu trách nhiệm về lễ nghi triều đình, trường học. Năm 758-764 có tên gọi Văn bộ tỉnh.
  - Đại học liêu (大学寮)
    - Đại học biệt tào (大学別曹)

  - Tán vị liêu (散位寮) - năm 896, hợp nhất vào Thức bộ tỉnh.
- Trị Bộ Tỉnh (治部省 Jibū-shō) - chịu trách nhiệm các vấn đề mai táng, chùa Phật, nhã nhạc và các vấn đề ngoại giao.
  - Nhã nhạc liêu (雅楽寮)
  - Huyền phiền liêu (玄蕃
  - Chư lăng ti (諸陵司) - năm 729, làm Chư lăng liêu.
  - Tang nghi ti (喪儀司) - năm 808, sáp nhập với Cổ xúy ti thuộc Binh bộ tỉnh.
- Dân Bộ Tỉnh (民部省 Minbu-shō) - chịu trách nhiệm các vấn đề dân chính, thuế vụ,...
  - Lẫm viện (廩院)
  - Chủ kế liêu (主計寮)
  - Chủ thuế liêu (主税寮)
- Binh Bộ Tỉnh (兵部省 Hyōbu-shō) - 武官の人事と軍事全般を掌る。
  - Chuẩn nhân ti (隼人司) - năm 808, Vệ môn phủ thêm vào Binh bộ tỉnh.
  - Binh mã ti (兵馬司) - Tả hữu binh mã liêu hợp nhất.
  - Tạo binh ti (造兵司) - sau hợp nhất với Binh khố liêu.
  - Cổ xúy ti (鼓吹司) - sau hợp nhất với Binh khố liêu.
  - Chủ thuyền ti (主船司) - bãi bỏ.
  - Chủ ưng ti (主鷹司) - bãi bỏ.
- Hình Bộ Tỉnh (刑部省 Gyōbu-shō) - chịu trách nhiệm các vấn đề tư pháp. 
  - Tù ngục ti (囚獄司)
  - Tang thục ti (贓贖司)
- Đại Tàng Tỉnh (大蔵省 Ōkura-shō) - chịu trách nhiệm về tài chính, ngân khố, đo lường, thu thuế.
  - Chính tàng suất phân sở (正蔵率分所)
  - Chức bộ ti (織部司)
  - Điển chú ti (典鋳司)
  - Tất bộ ti (漆部司)
  - Phùng bộ ti (縫部司)
  - Tảo bộ ti (掃部司)
- Cung Nội Tỉnh (宮内省 Kunai-shō) - chịu trách nhiệm các vấn đề hoàng cung.
  - Đại thiện chức (大膳職)
  - Mộc công liêu (木工寮)
  - Đại xuy liêu (大炊寮)
    - Cung ngự viện (供御院)

  - Chủ điện liêu (主殿寮)
    - Phủ điện (釜殿)

  - Điển dược liêu (典薬寮)
    - Nhũ ngưu viện (乳牛院)

  - Tảo bộ liêu (掃部寮)
  - Chính thân ti (正親司)
  - Nội thiện ti (内膳司)
    - Tiến vật sở (進物所)
    - Ngự trù tử sở (御厨子所)
    - Chí điện (贄殿)

  - Tạo tửu ti (造酒司)
    - Tửu điện (酒殿)

  - Thải nữ ti (采女司)
  - Chủ thủy ti (主水司)
    - Băng thất (氷室)

  - Cử Đào ti (筥陶司) - hợp nhất Đại thiện chức.
  - Đoàn dã ti (鍛冶司) - hợp nhất Mộc công liêu.
  - Quan nô ti (官奴司) - hợp nhất Chủ điện liêu.
  - Chủ du ti (主油司) - hợp nhất Chủ điện liêu.
  - Nội tảo bộ ti (内掃部司) - hợp nhất Tảo bộ liêu.
  - Nội nhiễm ti (内染司) - hợp nhất Tảo bộ liêu.
  - Viên trì ti (園池司) - hợp nhất Nội thiện ti.
  - Thổ công ti (土工司) - hợp nhất Mộc công liêu.

### Đàn chính đài
Đàn chính đài (弾正台 Danjō-dai) 

### Vệ phủ
- Ngũ vệ phủ
  - Tả binh vệ phủ, Hữu binh vệ phủ
  - Tả vệ sĩ phủ, Hữu vệ sĩ phủ - sau đó hợp nhất thành Tả hữu vệ môn phủ.
  - Vệ môn phủ - hợp nhất Vệ sĩ phủ.
    - Chuẩn nhân ti - chuyển giao cho Binh bộ tỉnh.
- Tả cận vệ phủ, Hữu cận vệ phủ - tạo mới
- Ngoại vệ phủ - Thời kỳ Nara bãi bỏ
- Thụ đao vệ - Tiền thân cận vệ phủ
- Trung vệ phủ - Tiền thân cận vệ phủ

### Đông cung
- Xuân cung phương
  - Chủ thiện giám
  - Chủ tàng giám - bãi bỏ.
  - Xá nhân giám - bãi bỏ.
  - Chủ điện thự
  - Chủ mã thự
  - Chủ công thự - bãi bỏ.
  - Chủ thư thự - hợp nhất Chủ tàng giám.
  - Chủ binh thự - hợp nhất Chủ tàng giám.
  - Chủ tướng thự - hợp nhất Chủ tàng giám.
- Đông cung phó
- Đông cung học sĩ

### Mã liêu
- Tả, hữu Mã liêu - sau hợp nhất thành Chủ mã liêu.
  - Ngự mục
- Nội cứu liêu - sau hợp nhất thành Chủ mã liêu.
- Chủ mã liêu

### Binh khố
- Tả, hữu Binh khố - hợp nhất vào Nội binh khố
- Nội binh khố
- Binh khố liêu - tạo mới

### Hậu cung
- Hậu cung
  - Hậu cung thập nhị ti (Nội thị ti, Binh ti, Tàng ti, Thư ti, Phùng ti, Thiện ti, Tửu ti, Xiển ti, Điện ti (Chủ điện ti), Tảo ti, Thủy ti, Dược ti)

### Gia lệnh
- Gia lệnh

### Lệnh ngoại quan khác
- Tu lí chức
- Trai viện ti
- Chú tiền ti
- Trai cung liêu
  - Trai cung thập nhị ti (Xá nhân ti, Tàng bộ ti, Thiện bộ ti, Xuy bộ ti, Tửu bộ ti, Thủy bộ ti, Điện bộ ti, Tảo bộ ti, Thải bộ ti, Dược bộ ti, Môn bộ ti, Mã bộ ti)
- Kiểm phi vi sứ sảnh
- Khám giải do sứ sảnh
- Thương cốc viện
- Tàng nhân sở
  - Ngự thư sở
  - Nhất bản Ngự thư sở
  - Nội ngự thư sở
  - Họa sở
  - Tác vật sở
  - Ngự hạp điện
  - Lạc sở
  - Nội thụ sở
- Viện sảnh
- Nữ viện sảnh
- Hậu viện
- Nội giáo phương
- Thi dược viện
  - Chu thân viện
- Chư sứ
- Chư ti
- Chư sở
- Tạo tự ti
- Tạo kinh ti, Tạo cung ti

## Quan chế địa phương
Toàn quốc chia ra làm nhiều khu vực nhỏ, mỗi khu vực được điều hành bởi Quốc ti thay mặt Trung ương.
Ngoài ra còn có một số công việc đặc biệt (Đại tể phủ, Tả hữu kinh chức, Nhiếp tân chức).

## Danh sách quan chế
| |                            | Quan          | Quan                                                                                                   | Tỉnh                                  | Tỉnh                                                                    | Chức | Chức | Liêu                                                                                          | Liêu | Ti | Ti                                                             | Ti                       | Ti                   | Ti      |
| Thần kỳ quan | Thái chính quan            | Trung vụ tỉnh | Thức Bộ Tỉnh Trị Bộ Tỉnh (a) Dân Bộ Tỉnh Binh Bộ Tỉnh Hình Bộ Tỉnh (b) Đại Tàng Tỉnh (c) Cung Nội Tỉnh | Trung cung chức                       | Tả hữu kinh chức Nhiếp tân chức Đại thiện chức (a)                      | Tả hữu đại xá nhân liêu Đại học liêu (a) Mộc công liêu Nhã nhạc liêu (b) Huyền phiền liêu Chủ kế liêu (c) Chủ thuế liêu (d) Đồ thư liêu Tả hữu mã liêu (e) Tả hữu binh khố liêu | Nội tàng liêu (a) Phùng điện liêu Đại xuy liêu Tán vị liêu Âm dương liêu (b) Chủ điện liêu Điển dược liêu (c) | Binh mã ti Tạo binh ti Cổ xúy ti Tang thục ti Tù ngục ti Điển chú ti Chính thân ti Đoàn dã ti | Họa công ti Nội dược ti (a) Chư lăng ti Tảo bộ ti Nội thiện ti (b) Tạo tửu ti Quan nô ti Viên trì ti Đông tây thị ti | Nội binh khố ti Thổ công ti Táng nghi ti Thải nữ ti Chủ thuyền ti Tất bộ ti Phùng bộ ti Chức bộ ti (a) Chuẩn nhân ti Nội lễ ti | Chủ thủy ti Chủ du ti Nội tảo bộ ti Cử đào ti Nội nhiễm ti (a) | Chủ ưng ti               |                      |         |
| --- | -------------------------- | ------------- | --- | ------------------------------------- | ----------------------------------------------------------------------- | --- | --- | --------------------------------------------------------------------------------------------- | --- | --- | -------------------------------------------------------------- | ------------------------ | -------------------- | ------- |
| Chính nhất vị Tòng nhất vị | Chính nhất vị Tòng nhất vị |               | Thái chính Đại thần                                                                                    |                                       |                                                                         | | |                                                                                               | | |                                                                |                          |                      |         |
| Chính nhị vị Tòng nhị vị | Chính nhị vị Tòng nhị vị   |               | Tả đại thần Hữu đại thần                                                                               |                                       |                                                                         | | |                                                                                               | | |                                                                |                          |                      |         |
| Chính tam vị | Chính tam vị               |               | Đại nạp ngôn                                                                                           |                                       |                                                                         | | |                                                                                               | | |                                                                |                          |                      |         |
| Tòng tam vị |                            |               | |                                       |                                                                         | | |                                                                                               | | |                                                                |                          |                      |         |
| Chính tứ vị | Thượng                     |               | | Khanh                                 |                                                                         | | |                                                                                               | | |                                                                |                          |                      |         |
| Chính tứ vị | Hạ                         |               | |                                       | Khanh                                                                   | | |                                                                                               | | |                                                                |                          |                      |         |
| Tòng tứ vị | Thượng                     |               | Tả hữu Đại biện                                                                                        |                                       |                                                                         | | |                                                                                               | | |                                                                |                          |                      |         |
| Tòng tứ vị | Hạ                         | Bá            | |                                       |                                                                         | Đại phu | |                                                                                               | | |                                                                |                          |                      |         |
| Chính ngũ vị | Thượng                     |               | Tả hữu Trung biện                                                                                      | Đại phụ                               |                                                                         | | Đại phu |                                                                                               | | |                                                                |                          |                      |         |
| Chính ngũ vị | Hạ                         |               | Tả hữu Thiếu biện                                                                                      |                                       | Đại phụ Đại phán sự (b)                                                 | | |                                                                                               | | |                                                                |                          |                      |         |
| Tòng ngũ vị | Thượng                     |               | | Thiếu phụ                             |                                                                         | | | Đầu                                                                                           | | |                                                                |                          |                      |         |
| Tòng ngũ vị | Hạ                         | Đại phó       | Thiếu Nạp ngôn                                                                                         | Thị tòng Đại giám vật                 | Thiếu phụ                                                               | | Lượng |                                                                                               | Đầu | |                                                                |                          |                      |         |
| Chính lục vị | Thượng                     | Thiếu phó     | Tả hữu Đại biện sử                                                                                     | Đại nội kỳ                            |                                                                         | | |                                                                                               | | Chính | Chính Nội thiện Phụng thiện (b)                                |                          |                      |         |
| Chính lục vị | Hạ                         |               | | Đại thừa                              | Đại thừa Trung phán sự (b)                                              | | | Trợ Đại học bác sĩ (a)                                                                        | | | Nội dược thị y (a)                                             | Chính                    |                      |         |
| Tòng lục vị | Thượng                     | Đại hưu       | | Thiếu thừa Trung giám vật             | Thiếu thừa                                                              | Đại tiến | | Quyền trợ                                                                                     | Trợ | |                                                                |                          | Chính                |         |
| Tòng lục vị | Hạ                         | Thiếu hưu     | |                                       | Thiếu phán sự (b) Đại tàng Đại chủ thược (c)                            | Thiếu tiến | Đại tiến |                                                                                               | Quyền trợ | |                                                                |                          |                      | Chính   |
| Chính thất vị | Thượng                     |               | Đại ngoại kỳ Tả hữu thiếu biện sử                                                                      | Trung nội kỳ Đại lục                  | Đại lục                                                                 | | Thiếu tiến |                                                                                               | Nội tàng Đại chủ thược (a)                                                                                           | |                                                                |                          |                      |         |
| Chính thất vị | Hạ                         |               | | Thiếu giám vật Đại chủ linh           | Phán sự đại thuộc (b)                                                   | | Chủ tương (a) Chủ quả bính (a)                                                                                | Đại duẫn Đại học trợ giáo (a)                                                                 | Y bác sĩ (c) Âm dương bác sĩ (b) Thiên văn bác sĩ (b)                                                                | |                                                                |                          |                      |         |
| Tòng thất phẩm | Thượng                     |               | Thiếu ngoại kỳ                                                                                         |                                       |                                                                         | | | Thiếu duẫn Âm bác sĩ (a) Thư bác sĩ (a) Toán bác sĩ (a)                                       | Duẫn Âm dương sư (b) Lịch bác sĩ (b) Chú cấm bác sĩ (c)                                                              | |                                                                |                          |                      |         |
| Tòng thất phẩm | Hạ                         |               | | Đại điển thược                        | Hình bộ Đại giải bộ (b) Đại tàng thiếu chủ thược (c)                    | | |                                                                                               | Y sư (c) Lậu khắc bác sĩ (b) Trâm bác sĩ (c)                                                                         | Hưu | Hưu Nội thiện điển thiện (b)                                   |                          |                      |         |
| Chính bát vị | Thượng                     |               | | Thiếu nội kỳ Thiếu lục Thiếu chủ linh | Thiếu lục Điển cách (c)                                                 | | |                                                                                               | Nội tàng thiếu chủ thược (a) Chú cấm sư (c) Trâm sư (c) Dược viên sư (c) Điển lí (a)                                 | |                                                                | Hưu                      |                      |         |
| Chính bát vị | Hạ                         | Đại sử        | |                                       | Trị bộ đại giải bộ (a) Hình bộ trung giải bộ (b) Phán sự thiếu chúc (b) | | Đại chúc |                                                                                               | Án ma bác sĩ (c) | |                                                                |                          | Hưu                  |         |
| Tòng bát vị | Thượng                     | Thiếu sử      | | Thiếu điển thược                      |                                                                         | | Thiếu chúc | Đại chúc Nhã nhạc chư sư (b) Mã y (e)                                                         | Án ma sư (c) | |                                                                |                          |                      |         |
| Tòng bát vị | Hạ                         |               | |                                       | Trị bộ thiếu giải bộ (a) Hình bộ thiếu giải bộ (b)                      | | | Thiếu chúc Chủ kế toán sư (c) Chủ thuế toán sư (d)                                            | Đại chúc | |                                                                |                          |                      |         |
| Đại sơ vị | Thượng                     |               | |                                       |                                                                         | | |                                                                                               | Thiếu chúc | Đại lệnh sử | Lệnh sử                                                        |                          |                      |         |
| Đại sơ vị | Hạ                         |               | |                                       |                                                                         | | |                                                                                               | | Thiếu lệnh sử |                                                                | Lệnh sử Thiêu văn sư (a) |                      |         |
| Thiếu sơ viện | Thượng                     |               | |                                       |                                                                         | | |                                                                                               | | |                                                                |                          | Lệnh sử Nhiễm sư (a) |         |
| Thiếu sơ viện | Hạ                         |               | |                                       |                                                                         | | |                                                                                               | | |                                                                |                          |                      | Lệnh sử |
| - Bảng lập theo Yōrō-ritsuryō - Chức vụ đặc thù của cơ quan tương ứng (a), (b),... - Tham khảo "Sổ tay lịch sử Nhật Bản" biên tập bởi Yoshikawa Hirofumi-kan xuất bản năm 2006、ISBN 4642013490 |                            |               | |                                       |                                                                         | | |                                                                                               | | |                                                                |                          |                      |         |

|                            |                                           | Phường                                                                      | Giám          | Thự                                   | Đài                            | Phủ          | Phủ          | Đại Tể phủ                                                                       | Quốc ti     | Quốc ti | Quốc ti | Quốc ti | Gia ti |
| Xuân Cung Phường           | Xá Nhân Giám Chủ Thiện Giám Chủ Tàng Giám | Chủ Điện Thự Chủ Thư Thự Chủ Tương Thự Chủ Công Thự Chủ Binh Thự Chủ Mã Thự | Đàn Chính Đài | Vệ Môn Phủ Tả Vệ Sĩ Phủ Hữu Vệ Sĩ Phủ | Tả Binh Vệ Phủ Hữu Binh Vệ Phủ | Đại Quốc     | Thượng Quốc  | Đại Tể phủ                                                                       | Trung Quốc  | Hạ Quốc |         |         | Gia ti |
| -------------------------- | ----------------------------------------- | --------------------------------------------------------------------------- | ------------- | ------------------------------------- | ------------------------------ | ------------ | ------------ | -------------------------------------------------------------------------------- | ----------- | ------- | ------- | ------- | --- |
| Chính nhất vị Tòng nhất vị |                                           |                                                                             |               |                                       |                                |              |              |                                                                                  |             |         |         |         | |
| Chính nhị vị Tòng nhị vị   |                                           |                                                                             |               |                                       |                                |              |              |                                                                                  |             |         |         |         | |
| Chính tam vị               |                                           |                                                                             |               |                                       |                                |              |              |                                                                                  |             |         |         |         | |
| Tòng tam vị                | Tòng tam vị                               |                                                                             |               |                                       |                                |              |              | Soái                                                                             |             |         |         |         | |
| Chính tứ vị                | Thượng                                    | Hoàng Thái Tử Phó                                                           |               |                                       |                                |              |              |                                                                                  |             |         |         |         | |
| Chính tứ vị                | Hạ                                        | Đại phu                                                                     |               |                                       |                                |              |              |                                                                                  |             |         |         |         | |
| Tòng tứ vị                 | Thượng                                    |                                                                             |               |                                       | Doãn                           |              |              |                                                                                  |             |         |         |         | |
| Tòng tứ vị                 | Hạ                                        |                                                                             |               |                                       |                                |              |              |                                                                                  |             |         |         |         | |
| Chính ngũ vị               | Thượng                                    |                                                                             |               |                                       |                                | Đốc          |              | Đại Nhị                                                                          |             |         |         |         | |
| Chính ngũ vị               | Hạ                                        |                                                                             |               |                                       | Bật                            |              |              |                                                                                  |             |         |         |         | |
| Tòng ngũ vị                | Hạ                                        |                                                                             |               |                                       |                                |              | Đốc          |                                                                                  | Thủ         |         |         |         | |
| Tòng ngũ vị                | Hạ                                        | Lượng Hoàng Thái Tử Học sĩ                                                  |               |                                       |                                | Tá           |              | Thiếu nhị                                                                        |             | Thủ     |         |         | Nhất phẩm Gia lệnh Chức sự Nhất vị Gia lệnh                                                                                             |
| Chính lục vị               | Thượng                                    |                                                                             |               |                                       | Đại trung                      |              |              |                                                                                  |             |         |         |         | Nhị phẩm Gia lệnh |
| Chính lục vị               | Hạ                                        |                                                                             |               |                                       | Hạ trung                       |              | Tá           | Đại Giám                                                                         | Giới        |         | Thủ     |         | |
| Tòng lục vị                | Thượng                                    | Đại tiến                                                                    | Chính         |                                       |                                |              |              | Thiếu giám                                                                       |             | Giới    |         |         | Nhất phẩm Gia phù Tam phẩm Gia lệnh Chấp sự Nhất vị Gia phù Chấp sự Nhị vị Gia lệnh                                                     |
| Tòng lục vị                | Hạ                                        | Thiếu tiến                                                                  |               | Thủ                                   |                                | Đại úy       |              | Đại Phán Sự                                                                      |             |         |         | Thủ     | |
| Chính ngũ vị               | Thượng                                    |                                                                             |               |                                       | Đại sơ                         | Thiếu úy     |              | Đại công Thiếu Phán Sự Đại điển Phòng Nhân chính                                 |             |         |         |         | Nhị phẩm Gia phù Tư phẩm Gia lệnh |
| Chính ngũ vị               | Hạ                                        |                                                                             |               |                                       | Tuần sát                       |              | Đại úy       | Chủ thần                                                                         | Đại Duyện   |         |         |         | |
| Tòng thất vị               | Thượng                                    |                                                                             |               |                                       |                                |              | Thiếu úy     |                                                                                  | Thiếu duyện | Duyện   |         |         | Nhất phẩm Gia đại tòng Nhất phẩm Văn học Tam phẩm Gia tòng Chấp sự Nhất vị Gia đại tòng Chấp sự Chính tam vị Gia lệnh                   |
| Tòng thất vị               | Hạ                                        |                                                                             |               |                                       |                                |              |              | Đại tể Bác sĩ                                                                    |             |         |         |         | Nhất phẩm Gia thiếu tòng Nhị phẩm gia tòng Nhị phẩm Văn học Tư phẩm Gia phù Chấp sự Nhất vị Gia thiếu tòng Chấp sự Tòng tam vị Gia lệnh |
| Chính bát vị               | Thượng                                    |                                                                             |               |                                       | Thiếu sơ                       |              |              | Thiếu điển Âm dương sư Y sư Thiếu công Toán sư Phòng nhân hưu Chủ thuyền Chủ trù |             |         | Duyện   |         | |
| Chính bát vị               | Hạ                                        | Đại chức                                                                    |               |                                       |                                | Đại chí Y sư |              |                                                                                  |             |         |         |         | Tam phẩm Gia tòng Tam phẩm Văn học Tứ phẩm Văn học Chấp sự Nhị vị gia tòng                                                              |
| Tòng bát vị                | Thượng                                    | Thiếu chức                                                                  |               |                                       |                                | Thiếu chí    | Đại chí Y sư |                                                                                  | Đại Mục     |         |         |         | Tứ phẩm Gia tòng |
| Tòng bát vị                | Hạ                                        |                                                                             |               |                                       |                                |              | Thiếu chí    |                                                                                  | Thiếu mục   | Mục     |         |         | Nhất phẩm Gia đại Thư lại |
| Đại sơ vị                  | Thượng                                    |                                                                             |               |                                       |                                |              |              | Phán sự Đại lệnh sứ                                                              |             |         |         |         | Nhất phẩm Gia thiếu Thư lại Nhị phẩm Gia đại Thư lại Chấp sự Nhất vị Gia thiếu Thư lại                                                  |
| Đại sơ vị                  | Hạ                                        |                                                                             |               |                                       |                                |              |              | Phán sự Thiếu lệnh sứ Phòng nhân Lệnh sứ                                         |             |         | Mục     |         | Nhị vị Gia thiếu Thư lại |
| Thiếu sơ vị                | Thượng                                    |                                                                             |               |                                       |                                |              |              |                                                                                  |             |         |         | Mục     | Tam phẩm gia Thư lại Tứ Phẩm gia Thư lại Chấp sự Nhị vị Gia đại Thư lại Chấp sự Nhị vị Gia thiếu Thư lại                                |
| Thiếu sơ vị                | Hạ                                        |                                                                             |               |                                       |                                |              |              |                                                                                  |             |         |         |         | Chấp sự Tam vị Gia Thư lại |

### Lệnh ngoại quan
|                            |                          | Quan・Sở       | Quan・Sở                                                                     | Chức        | Liêu                  | Liêu              | Ti             | Phủ         | Sứ         |
| Thái chính quan            | Tàng Nhân Sở             | Tu Lí Chức     | Nội Tượng Liêu Chư Lăng Liêu Binh Khố Liêu Trai Cung Liêu (a) Tả Hữu Mã Liêu | Tảo Bộ Liêu | Trai Viện Ti          | Tả Hữu Cận vệ Phủ | Kiểm Phi Vi Sứ |             |            |
| -------------------------- | ------------------------ | -------------- | ---------------------------------------------------------------------------- | ----------- | --------------------- | ----------------- | -------------- | ----------- | ---------- |
| Chính nhất vị Tòng nhất vị |                          |                |                                                                              |             |                       |                   |                |             |            |
| Chính nhị vị Tòng nhị vị   | Chính nhị vị Tòng nhị vị | Nội đại thần   | Biệt đương                                                                   |             |                       |                   |                |             |            |
| Chính tam vị               |                          |                |                                                                              |             |                       |                   |                |             |            |
| Tòng tam vị                | Tòng tam vị              | Trung nạp ngôn |                                                                              |             |                       |                   |                | Đại tướng   |            |
| Chính tứ vị                | Thượng                   | Trung nạp ngôn |                                                                              |             |                       |                   |                |             |            |
| Chính tứ vị                | Hạ                       |                |                                                                              |             |                       |                   |                |             |            |
| Tòng tứ vị                 | Thượng                   |                | Đầu                                                                          |             |                       |                   |                |             |            |
| Tòng tứ vị                 | Hạ                       |                | Đầu                                                                          | Đại phu     |                       |                   |                | Trung tướng | Biệt đương |
| Chính ngũ vị               | Thượng                   |                | Ngũ vị Tàng nhân                                                             |             |                       |                   |                |             |            |
| Chính ngũ vị               | Hạ                       |                | Ngũ vị Tàng nhân                                                             |             |                       |                   |                | Thiếu tướng |            |
| Tòng ngũ vị                | Thượng                   |                | Ngũ vị Tàng nhân                                                             |             | Đầu                   |                   |                |             | Tá         |
| Tòng ngũ vị                | Hạ                       |                | Ngũ vị Tàng nhân                                                             | Lượng       |                       | Đầu               | Trưởng Quan    |             |            |
| Chính lục vị               | Thượng                   |                | Lục vị Tàng nhân                                                             |             |                       |                   |                | Tướng giám  |            |
| Chính lục vị               | Hạ                       |                | Lục vị Tàng nhân                                                             |             | Trợ                   |                   |                |             |            |
| Tòng lục vị                | Thượng                   |                | Lục vị Tàng nhân                                                             | Đại Tiến    |                       | Trợ               | Thứ Quan       |             | Đại Úy     |
| Tòng lục vị                | Hạ                       |                | Lục vị Tàng nhân                                                             | Thiếu Tiến  |                       |                   |                |             | Thiếu Úy   |
| Chính thất vị              | Thượng                   |                |                                                                              |             |                       |                   |                |             |            |
| Chính thất vị              | Hạ                       |                |                                                                              |             | Đại Duẫn Chủ Thần (a) |                   |                | Tướng Tào   |            |
| Tòng thất vị               | Thượng                   |                |                                                                              |             | Thiếu Duẫn            | Duẫn              | Phán Quan      |             |            |
| Tòng thất vị               | Hạ                       |                |                                                                              |             |                       |                   |                |             |            |
| Chính bát vị               | Thượng                   |                |                                                                              |             |                       |                   |                |             |            |
| Chính bát vị               | Hạ                       |                |                                                                              | Đại chức    |                       |                   |                |             | Đại Chí    |
| Tòng bát vị                | Thượng                   |                |                                                                              | Thiếu Chức  | Đại Chức              |                   |                |             | Thiếu Chí  |
| Tòng bát vị                | Hạ                       |                |                                                                              |             | Thiếu Chức            | Đại Chức          | Chủ Điển       |             |            |
| Đại sơ vị                  | Thượng                   |                |                                                                              |             |                       | Thiếu Chức        |                |             |            |
| Đại sơ vị                  | Hạ                       |                |                                                                              |             |                       |                   |                |             |            |
| Thiếu sơ vị                | Thượng                   |                |                                                                              |             |                       |                   |                |             |            |
| Thiếu sơ vị                | Hạ                       |                |                                                                              |             |                       |                   |                |             |            |